# Maria Himmelfahrt (Unsere Liebe Frau im Walde)

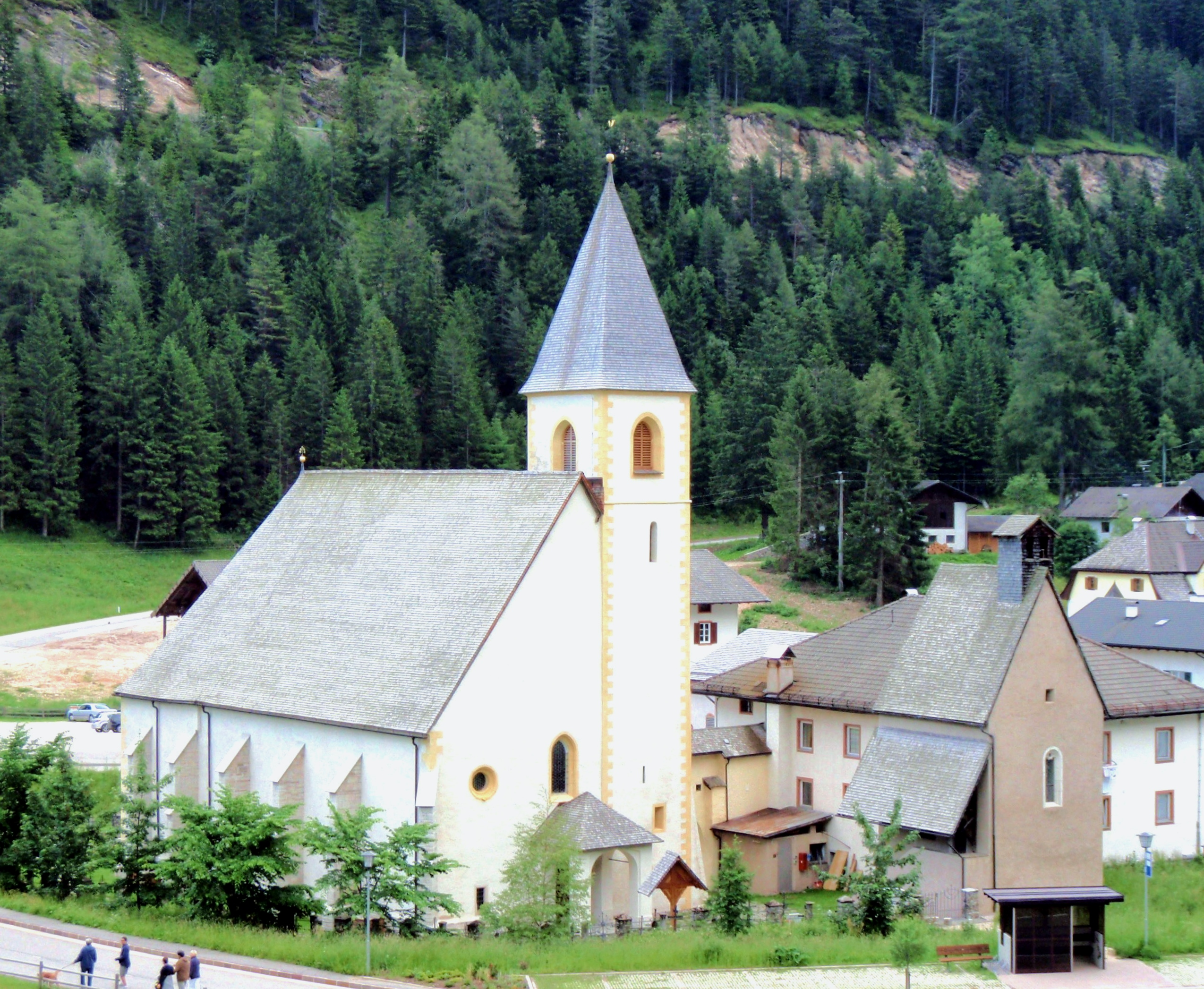
Die Kirche Maria Himmelfahrt in Unsere Liebe Frau im Walde

Die Kirche Maria Himmelfahrt in der Fraktion Unsere Liebe Frau im Walde der Gemeinde Unsere Liebe Frau im Walde-St. Felix am Deutschnonsberg in Südtirol ist die Pfarrkirche für die Pfarrei Unsere Liebe Frau im Walde und zugleich eine bekannte Marienwallfahrtskirche. Sie steht unter Denkmalschutz.

## Lage und Architektur
Die Kirche liegt am nördlichen Ende des Ortes. Sie stellt damit die nördlichste Kirche des Nonstales und mit 1355 m auch die höchstgelegene dar. Die Entfernung zum Gampenpass beträgt zwei Kilometer.
Die Kirche ist nach außen ein schlichter dreischiffiger Hallenbau mit sechs gotischen Stützpfeilern an der fensterlosen Nordseite. Sie besitzt keinen Choranbau, aber einen über alle drei Schiffe reichenden Fünfachtelschluss, der auf den Schrägseiten Spitzbogenfenster aufweist.
Der quadratische Turm mit Pyramidenhaube sowie mechanischer und Sonnenuhr an der Südseite ist an der Südwestecke in den Kirchenbau integriert. Überdachte Zugänge finden sich an der West- und an der Südseite. Die letztere besitzt noch einen Stützpfeiler und zwei unterschiedlich geformte Spitzbogenfenster sowie den Anbau der Sakristei. Die drei Schiffe tragen Kreuzrippengewölbe.

## Ausstattung

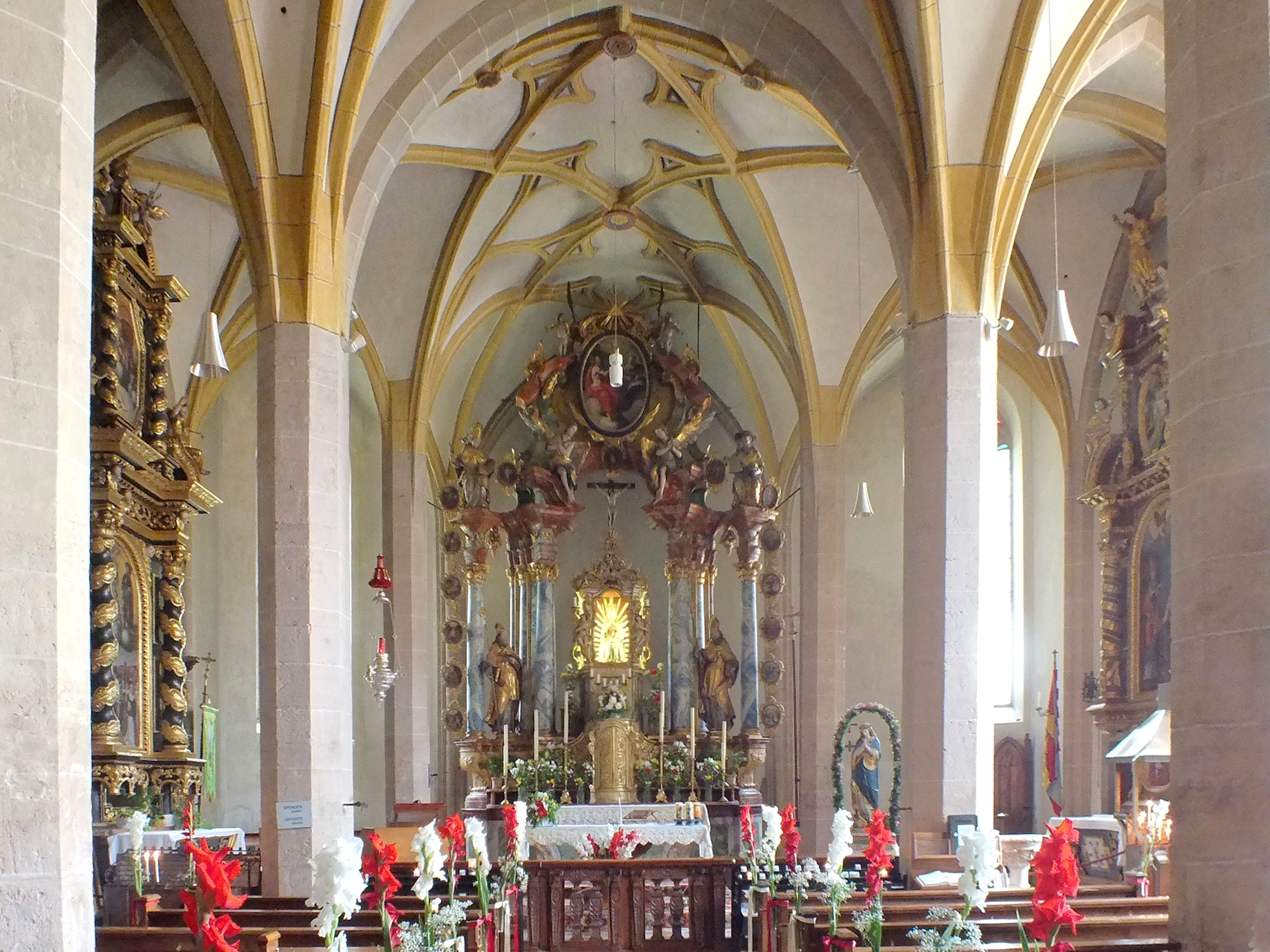
Hochaltar
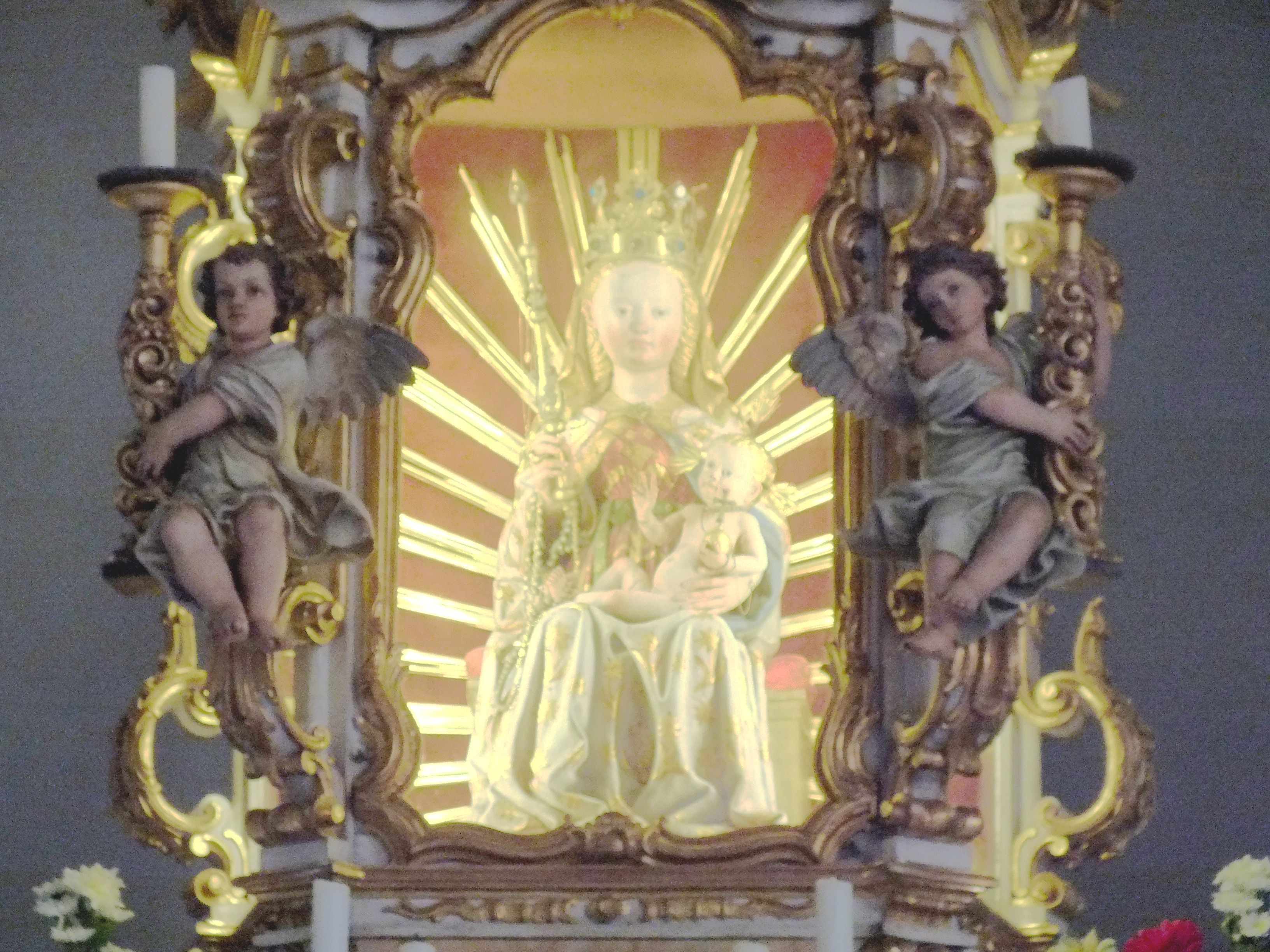
Gnadenbild der Mutter Gottes
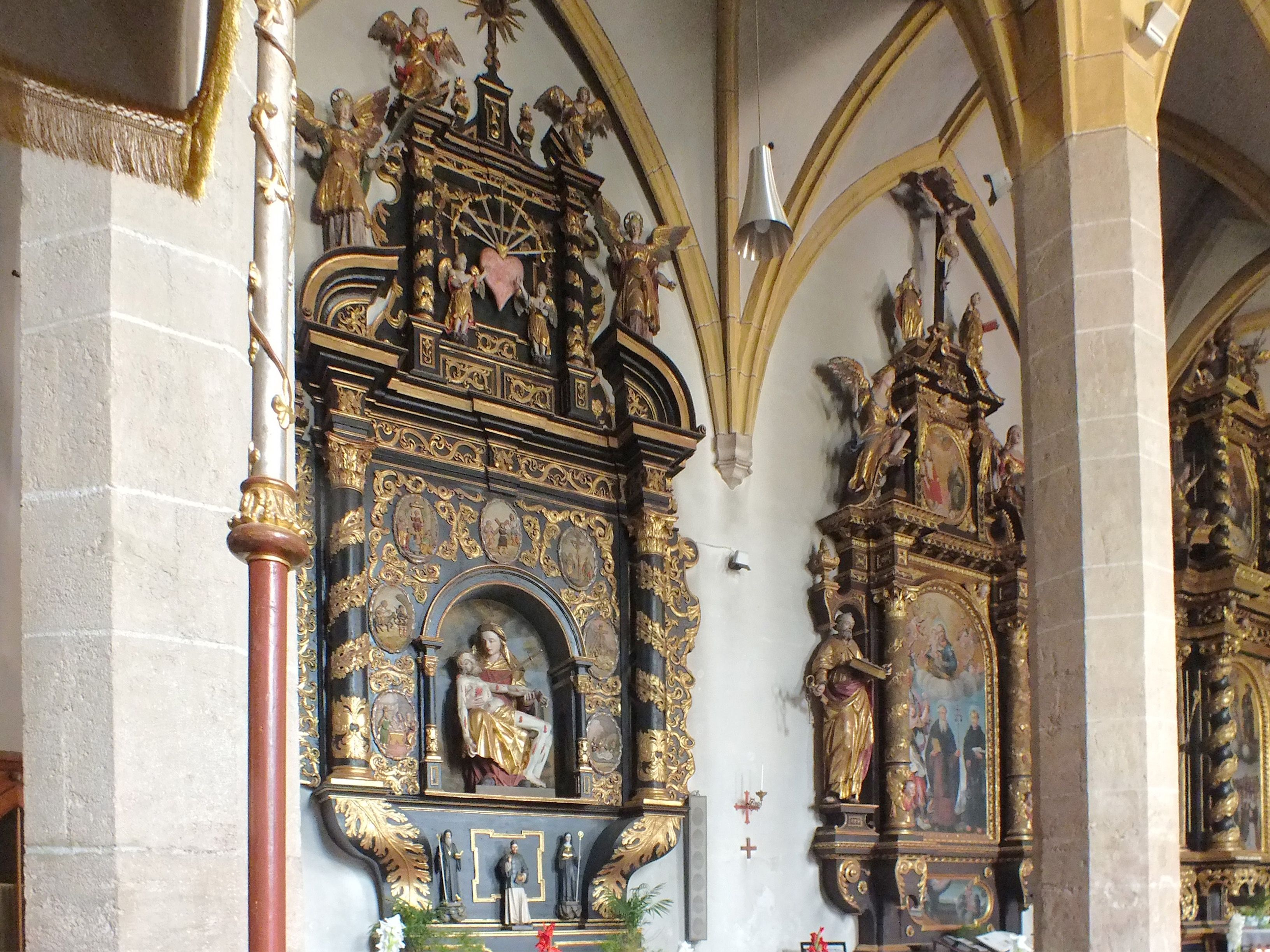
Seitenaltäre Pietà und Josephi

Die Ausstattung der Kirche, insbesondere ihre Altäre, ist barock. Im Hochaltar von 1748 erscheint über dem Tabernakel das Gnadenbild der Mutter Gottes im vergoldeten Schrein. Zwischen seitlichen Säulen stehen die Statuen von St. Augustinus und St. Ambrosius, flankiert von Medaillons mit Rosenkranzgeheimnissen. Im oberen Teil befindet sich ein Bild der Dreifaltigkeit. Auf zwei der Säulen stehen die Kirchenväter Gregor der Große und Hieronymus.
Auf einem Seitenaltar an der Südwand sind die Heiligen Katharina und Augustinus abgebildet. Im unteren Teil befindet sich eine Kopie des Mariahilf-Bildes von Lucas Cranach dem Älteren aus dem Innsbrucker Dom. Der Aufsatz zeigt die Taufe Jesu durch Johannes.
Die nördliche Seitenwand der Kirche zieren drei Barockaltäre. Der linke „zu den sieben Schmerzen Mariens“ zeigt als Hauptmotiv eine Pietà, umgeben von Rosenkranzgeheimnissen. Im Aufsatz erscheint das Herz Mariens von sieben Schwertern durchbohrt. Im mittleren, dem Josephialtar, ist Joseph mit dem Jesuskind im Arm dargestellt, darunter der Erzengel Michael, der Abt Antonius und der heilige Leonhard. Auf dem rechten Seitenaltar sind die Heiligen Sebastian und Rochus abgebildet. An den Seiten stehen die Bischofsskulpturen des Vigilius von Trient und des Zeno von Verona.

## Umgebung der Kirche

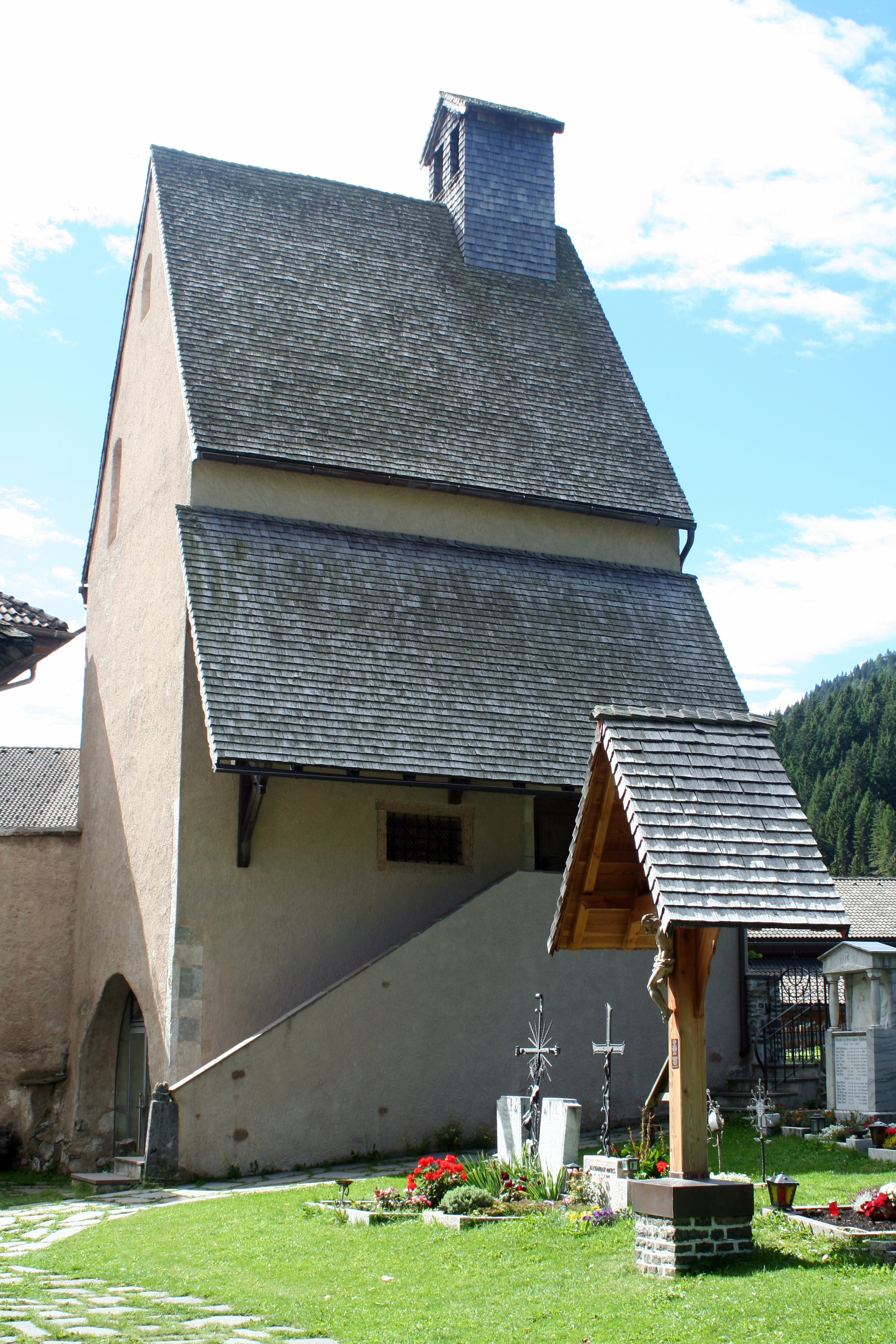
Leichenkapelle

Über einen Torbogen ist die Kirche mit dem Pfarrhaus verbunden. An seiner nordwestlichen Ecke schließt sich die Leichenkapelle mit den Statuen des Hl. Schutzengels und des Herzens Jesu an. Seit 2013 steht in der Nähe der renovierte zum Pfarrhof gehörende Widumstadel für Veranstaltungen zur Verfügung.

## Geschichte
In einer Urkunde von 1184 ist von einem kleinen Hospiz der Hospitaliter die Rede, die Reisende bei widrigen Bedingungen bei der Überquerung des Gampenpasses unterstützten. 1224 entstand ein Augustinerkloster, das mit Kirche und Pilgerheim 1321 dem Augustiner-Chorherrenstift an der Au in Bozen unterstellt wurde. Mit der Auflösung dieses Stifts und der späteren Übernahme durch Benediktiner aus dem Schweizer Kloster Muri kam die Zuständigkeit für den inzwischen entstandenen Wallfahrtsort im oberen Nonstal an diesen Orden.
Nachdem der Turm noch aus romanischer Zeit stammt, wurde das Kirchenschiff im gotischen Stil zu Beginn des 15. Jahrhunderts neu errichtet. Dieser bis heute erhaltene Bau wurde am 10. Juni 1432 durch Bernhard von Cles, dem Bischof von Trient geweiht. Im 17. und 18. Jahrhundert erfolgte die barocke Innenausstattung.
Seit 1981 steht die Pfarrkirche im Verbund mit der Friedhofskapelle und dem Friedhof unter Denkmalschutz.